# Frédéric Vidalens
Frédéric Vidalens, né le 31 janvier 1925 à Brive-la-Gaillarde (Corrèze) et mort le 9 août 2004 à Versailles (Yvelines), est un peintre et graveur français.

## Biographie
Frédéric Vidalens est élève à l'École nationale supérieure des beaux-arts de Paris de 1944 à 1949 dans l'atelier de Jean Dupas,,.
Peintre figuratif proche de l'esthétique de Georges Rohner, ses peintures, au style épuré, aux couleurs pastels, sont des natures mortes mettant en scène des objets courants, nappes, serviettes, livres, quilles, œufs, machines à coudre, dans des compositions aux structures géométriques.
Il reçoit une première seconde médaille aux Trois ateliers[Quoi ?] en 1949. Il est sociétaire de la Société nationale des beaux-arts.
Frédéric Vidalens est inhumé à Paris au cimetière du Père-Lachaise (division 6).

## Collections publiques
- Paris, Bibliothèque nationale de France :
  - Jeu de Quilles, lithographie ;
  - Machines à coudre, lithographie ;
  - Violon et bilboquet, lithographie ;
  - Nature morte à la Mandoline, lithographie ;
  - Toupie, manière noire[6] ;
  - Nature morte à la pelote, 1976, lithographie[7] ;
  - Coquilles d'escargots, 1991, manière noire[8] ;
  - Deux violons, 1992, manière noire[9] ;
- Paris, École nationale supérieure des beaux-arts : Figure peinte, 1947, huile sur toile, pour le concours de la figure peinte[10].

## Expositions
- 2000 : Paris, Fondation Taylor, Frédéric Vidalens, peintre - Claude Breton, graveur[11] ;:
- Septembre 2005 : Vascœuil, musée Michelet, Vidalens ou L'Âme cachée des choses, exposition rétrospective posthume en hommage à Frédéric Vidalens[12].

## Salons
- 1987 : Salon de la Société nationale des beaux-arts, L'Attente (no 1816).